# Manhunt international 2000
 (décembre 2010).
Si vous disposez d'ouvrages ou d'articles de référence ou si vous connaissez des sites web de qualité traitant du thème abordé ici, merci de compléter l'article en donnant les références utiles à sa vérifiabilité et en les liant à la section « Notes et références ».
Manhunt international 2000 est la septième édition du concours mondial de beauté masculine Manhunt international. Il eut lieu le 29 septembre 2000 à Singapour (pour la troisième fois). Il y avait 35 candidats (contre 43 l’année précédente). L'Australien Brett Cameron Wilson a succédé au palmarès au Vénézuélien Juan Ernesto Calzadilla Regalado.

## Résultats

### Classement
| Place                      | Candidat |
| -------------------------- | --- |
| Manhunt international 2000 | - Australie – Brett Cameron Wilson |
| 1er dauphin                | - Mexique – David Zepeda |
| 2e dauphin                 | - Singapour – Brandon Choo |
| 3e dauphin                 | - Venezuela – José Gabriel Madonía Panepinto |
| 4e dauphin                 | - Curaçao – Geraldino Nicolina |
| Demi-finalistes            | - Canada – Jimmy Hatzikiriakos - République populaire de Chine – Liu Feng Cheng - Danemark – Nicolai Heering - Finlande – Mikko Nummenmaa - Allemagne – Krisda Duangphung |

### Récompenses spéciales
| Titre                                                                     | Candidat                                                                                           |
| ------------------------------------------------------------------------- | -------------------------------------------------------------------------------------------------- |
| M. Sympathie (Mr Friendship)                                              | Singapour – Brandon Choo                                                                           |
| M. Photogénique (Mr Photogenic)                                           | Danemark – Nicolai Heering                                                                         |
| M. Sportif (Mr Sporty)                                                    | Chypre – Marcus Platrides                                                                          |
| M. Bienveillance (Mr Goodwill)                                            | Jamaïque – Marlon Joseph Atkinson                                                                  |
| M. Talent (Mr Talent)                                                     | Philippines – Richard Stewart                                                                      |
| M. Fitness (Mr Fitness)                                                   | Islande – Egir Orn Valgeirsson                                                                     |
| M. Sex-appeal (Mr Sex Appeal)                                             | Australie – Brett Cameron Wilson                                                                   |
| M. Beau mec (Mr Hunk)                                                     | Venezuela – José Gabriel Madonía Panepinto                                                         |
| M. Popularité d’Internet(Mr Internet Popularity, élu par les internautes) | Curaçao – Geraldino Nicolina                                                                       |
| Meilleurs vêtements pour faire la fête(Best in Clubwear)                  | Curaçao – Geraldino Nicolina                                                                       |
| Meilleur en costume national malais(Best in Malay National Wear)          | Suède – Andreas Mattsson                                                                           |
| Meilleur costume national (Best National Costume)                         | 1. Venezuela – José Gabriel Madonía Panepinto 2. Malaisie – Ooi Han Boon 3. Chine – Liu Feng Cheng |
| M. Macho (Mr Macho)                                                       | 1. Canada – Jimmy Hatzikiriakos 2. Australie – Brett Cameron Wilson 3. Chine – Liu Feng Cheng      |

## Participants
- Afrique du Sud - Paul Carlisle
- Allemagne - Krisda Duangphung
- Australie - Brett Cameron Wilson
- Bulgarie - Sava Tzekov
- Bolivie - Ariel Chavez Mendez
- Brésil - Diego Maniscalco Steil
- Canada - Jimmy Hatzikiriakos
- République populaire de Chine - Liu Feng Cheng
- Chypre - Marcus Platrides
- Curaçao - Geraldino Nicolina
- Danemark - Nicolai Heering
- Finlande - Mikko Nummenmaa
- Gibraltar - Yevgeni Pavlov
- Grèce - Efatathios Avramidis
- Hong Kong - Michael Gurung
- Îles Caïmans - Jonathan Powell
- Inde - Reji Varghese
- Islande - Egir Orn Valgeirsson
- Italie - Alexandre Straduticari
- Jamaïque - Marlon Joseph Atkinson
- Lettonie - Gatis Didrihsons
- Malaisie - Ooi Han Boon
- Mexique - David Zepeda
- Nicaragua - Mario Zavala Gadea
- Norvège - Chu Kai Peng
- Nouvelle-Zélande - Daniel Grindrod
- Papouasie-Nouvelle-Guinée - Robert William Jones
- Philippines - Richard Stewart
- Porto Rico - Francisco Torres
- Singapour - Brandon Choo
- Suède - Andreas Mattsson
- Thaïlande - Sopon Sukanan
- Venezuela - José Gabriel Madonía Panepinto